# 에어리언 블루스
"에어리언 블루스"(Alien Blues)는 한국에서 제작된 김태엽 감독의 2008년 영화이다. 김태엽 등이 주연으로 출연하였고 박인범 등이 제작에 참여하였다.

## 출연

### 주연
- 김태엽
- 서세흥
- 임진흙
- 김영국
- 남궁일
- 김영강
- 우문기
- 장민상
- 채충석
- 김종인

## 기타
- 조명: 김세원
- 조연출: 서세흥
- 붐어시스턴트: 채충석
- 미술: 김지원